# Ada Bello
Ada C. Bello (La Habana, 6 de noviembre de 1933 - Filadelfia, 31 de marzo de 2023) fue una activista lesbiana cubanoamericana activista de los derechos LGBT e investigadora de laboratorio médico de ascendencia portuguesa. Fundó el Capítulo de Filadelfia de Daughter of Bilitis, la primera organización por los derechos de las lesbianas de Estados Unidos, y de la Liga de Acción Homófila. Desde finales de la década de 1960, Bello lideró los esfuerzos del activismo para la comunidad LGBT y desempeñó diversas funciones, llegando a ser miembro de la junta de la Iniciativa para personas mayores LGBT.

## Trayectoria
Bello nació el 6 de noviembre de 1933 en La Habana, Cuba, en una familia de clase media, conservadora católica. Su madre era una ama de casa de Madeira y su padre era abogado y juez. Vivió en Matanzas antes de trasladarse a La Habana a estudiar. Entre 1953 y 1956, Bello asistió a la Universidad de La Habana, cuando Fulgencio Batista cerró la universidad, por lo que pasó a la Universidad Estatal de Luisiana. En 1961, obtuvo una licenciatura en química en dicha universidad. Entre 1958 y 1962, residió en Baton Rouge, Luisiana, antes de trasladarse a Picayune, Misisipi, durante un año.
Entre 1962 y 1980, Bello trabajó para la Universidad de Pensilvania como asistente del laboratorio médico. En 1980, se convirtió en investigadora de laboratorio médico en la Universidad de Pensilvania y después trabajó para la Administración de Alimentos y Medicamentos.

### Activismo
En 1962, se mudó a Filadelfia, donde participó en la organización política y social LGBT. Estas acciones se conocieron como el movimiento homófilo.
En 1967, Bello se convirtió en miembro fundadora del Capítulo de Filadelfia de las Hijas de Bilitis (DOB). Editó el boletín DOB-Philadelphia con su colega activista Carole Friedman. Ambas influyeron en la decisión de disolver el DOB y crear la Liga de Acción Homófila (HAL) en 1968. Bello trabajó como editora del boletín HAL que desafió el acoso policial contra la comunidad LGBT. Ella y otros miembros de HAL comenzaron a reunirse con miembros de la legislatura de Pensilvania, como el exgobernador Milton Schapp, para discutir la igualdad de derechos y protecciones para las personas LGBT bajo la ley de Pensilvania.
En 1968, Bello se convirtió en activista después de que el Departamento de Policía de Filadelfia allanó el Rusty's Bar, un bar local de lesbianas, arrestando a 12 mujeres. Tras consultar con la Unión Estadounidense por las Libertades Civiles, la Liga de Acción Homófila solicitó reunirse con el departamento de policía. Por su estatus migratorio, Bello no participó directamente en dichas reuniones, pero condujo el automóvil de los asistentes de la Liga de Acción Homófila hasta la misma. En 1968 y 1969, Bello asistió a las dos últimas protestas del Día del Recordatorio Anual, tras haber recibido la ciudadanía estadounidense en 1968.
Los esfuerzos de promoción de Bello a finales de los años 1960 y principios de los 1970 fueron un "puente entre las actividades políticas anteriores y posteriores al bloqueo". Fue una de las organizadoras originales de la Marcha del orgullo de Filadelfia en 1972 y 1973.
En 1980, Bello y sus compañeros activistas LGBT Mark Segal y John Cunningham viajaron a Fort Indiantown Gap, Pensilvania, junto con voluntarios de habla hispana de la Iglesia de la Comunidad Metropolitana para ayudar a un grupo de refugiados LGBT de Cuba en el éxodo del Mariel, conocidos como Marielitos, para recibir asilo y alojamiento temporal con anfitriones LGBT-friendly en los Estados Unidos como parte de un programa de asentamiento iniciado por el presidente Jimmy Carter.
Bello se ofreció como voluntaria para el Grupo de Trabajo Gay de la Asociación de Bibliotecas de Estados Unidos bajo la dirección de Barbara Gittings y apoyó el Centro Comunitario LGBT William Way, donde ejerció como copresidenta. Bello formó parte de la junta directiva del Grupo de Trabajo de Gais y Lesbianas de Filadelfia. Organizó el predecesor del Fondo contra el SIDA, From All Walks of Life.
En 2010, Bello formó parte del panel de la Cumbre sobre Envejecimiento LGBT, junto con el activista LGBT Heshie Zinman. Después de la Cumbre, ayudó a fundar la Iniciativa LGBT para personas mayores, de la que fue miembro de la junta directiva durante mucho tiempo.
El 4 de julio de 2015, Bello fue una de las participantes en la Celebración del 50 Aniversario de las protestas del Día del Recordatorio y del Movimiento por los Derechos Civiles LGBT, celebrada en el Independence Hall.
Bello murió por complicaciones de la COVID-19 y neumonía en Filadelfia, el 31 de marzo de 2023, a la edad de 89 años.

## Reconocimientos
Bello recibió el Premio al Líder Revolucionario David Acosta 2015 (DARLA) de la Iniciativa de Educación sobre el sida para Gais y Lesbianas Latinos (GALAEI). En 2020, recibió el premio Spirit of CARIE del Centro de Defensa de los Derechos de las Personas Mayores por su trabajo en defensa de las personas mayores LGBTQIA+ en Filadelfia.